# Ciril Koršič
Ciril Koršič, slovenski trgovski pomočnik in kulturni delavec, * 12. junij 1912, Solkan, † 8. december 2001, Gorica.

## Življenje in delo
Rodil se je v družini mizarja Silvestra in gospodinje Josipine Koršič rojene Klamič. Prvi razred osnovne šole je končal v Kanalu, ostale razrede ter nižjo trgovsko šolo in knjigovodski tečaj pa v Gorici.
Leta 1930 so ga italijanske fašistične oblasti osumile pisanja  protiitalijanskih napisov. Bil je zaprt, a na sodišču zaradi pomanjkanja dokazov oproščen. Do vpoklica v vojsko je ostal pod policijskim nadzorom. Po končani vojni se je v Gorici pridružil Slovenskemu planinskemu društvu in katoliškim organizacijam: od 1952 je bil član slovenskega katoliško prosvetnega društva, od 1953 član, odbornik in upravnik katoliškega doma, od 1972 član nadzornega odbora pri Zvezi slovenske katoliške prosvete, od 1976 blagajnik pri katoliškem tiskarskem društvu ter od 1977 blagajnik pri goriški Mohorjevi družbi. Od leta 1958 do 1971 je bil tudi član vodstva Sindikata trgovskih uslužbencev. Leta 1980 je prejel priznanje Stranke slovenske narodne manjšine ter leta 1981 papeško odlikovanje »vitez sv. Silvestra«.